# Paraúna (ort)
Paraúna är en ort i Brasilien.   Den ligger i kommunen Paraúna och delstaten Goiás, i den centrala delen av landet, 300 km väster om huvudstaden Brasília. Paraúna ligger 679 meter över havet och antalet invånare är 9 731.
Terrängen runt Paraúna är kuperad österut, men västerut är den platt. Runt Paraúna är det mycket glesbefolkat, med 2 invånare per kvadratkilometer..
Omgivningarna runt Paraúna är huvudsakligen savann.